# Fuerte de Braganza
El Forte de Bragança se localizaba en la margen derecha del río Guaporé, a cerca de dos kilómetros río abajo del lugar del actual Fuerte Príncipe de Beira, en el municipio de Costa Marques, estado de Rondonia, en el Brasil.

## Historia

### El Fuerte de Braganza
Ante la ruina del Presidio de Nossa Senhora da Conceição, debido al rigor del clima ecuatorial y a las embestidas españolas, la estructura fue reconstruida a partir del 26 de septiembre de 1767 (1768), y rebautizada, en 1769, por el gobernador y capitán general de la Capitanía de Mato Grosso, Luis Pinto de Sousa Coutinho (1769-1772), como Forte de Bragança.
GARRIDO (1940) cita a Antonio Leoncio Pereira Ferraz (Memória sobre as fortificações em Mato Grosso), para complementar las informaciones sobre el Forte de Bragança:

(...) la elevó Antonio Rolim en el mismo lugar en donde él destruyó cinco años antes la misión española de Santa Rosa, situada en la margen derecha del Guaporé, enfrente a la boca del Itonamas, en donde había habido un entrincheramiento y empalizada, procurando ya en 1756 asegurar la posesión de aquél punto conquistado con la creación de um distrito militar. Fue construida y armada con material de guerra llegado del Pará por la vía fluvial del Madeira, nada se sabe en cuanto a su primitivo trazado, pues que a primera noticia que a su respecto se tuvo data de la época en que en ella introdujo modificaciones otro Capitán General, João Pedro da Câmara, que le dio la forma abaluartada, de sistema Vauban, midiendo el cuerpo principal del fuerte 40 brazas de frente por ochenta de profundidad.

En ruinas debido a las crecientes regulares en la región, el gobernador y capitán general Luis de Albuquerque de Melo Pereira e Cáceres, determinó su sustitución, a partir de 1776, por una estructura permanente: el Fuerte Príncipe de Beira.